# Saltator gros-bec
Saltator albicollis
Espèce
Statut de conservation UICN

 LC  : Préoccupation mineure
Le Saltator gros-bec (Saltator albicollis) est une espèce d'oiseaux de la famille des Thraupidae.

## Répartition et sous-espèces
Cet oiseau peuple les Petites Antilles.
- S. a. albicollis Vieillot, 1817 : Martinique et Sainte-Lucie ;
- S. a. guadelupensis Lafresnaye, 1844 : Guadeloupe et Dominique.